# Hospicio Cabañas
El Hospicio Cabañas, también conocido como Instituto Cultural Cabañas, es un museo ubicado en barrio de San Juan de Dios de la ciudad de Guadalajara, Jalisco, México. En 1810 el edificio abrió sus puertas como “Casa de la Caridad y la Misericordia”, como Instituto Cultural Cabañas el 13 de noviembre de 1980.
Su sede es un inmueble de valor patrimonial para la ciudad, por su belleza arquitectónica e importancia cultural e histórica. Sirvió como hogar de huérfanos de 1810 a 1980. En él se encuentran 57 murales al fresco —realizados de 1938 a 1939— por el artista José Clemente Orozco. Estos se encuentran dentro de la capilla mayor, entre las que destaca El hombre de fuego, considerada la obra maestra del muralista. Fue declarado en 1997 Patrimonio de la Humanidad por la Unesco.

## Historia
El principal artífice de este hospicio, nombrado en sus inicios «Casa de la Misericordia», fue el obispo navarro Juan Cruz Ruiz de Cabañas, quien llegó de España a la capital de la Nueva Galicia en 1796, con fin de ocupar el lugar dejado por fray Antonio Alcalde y Barriga tras su fallecimiento. Si bien el proyecto original del obispo fue crear una casa de expósitos, el rey Carlos IV ordenó —a través de la cédula expedida en San Ildefonso el 5 de septiembre de 1803— la ampliación de la finalidad del organismo y que se admitieran ancianos de ambos sexos, lisiados, enfermos habituales, huérfanos y caminantes pobres, así como que diera educación y corrección a menores. El diseño del edificio se debió a uno de los arquitectos de la época, el valenciano Manuel Tolsá. La construcción se inició en 1805 y participaron José Gutiérrez, académico de mérito de la Academia de San Carlos, con la dirección material, y el alarife Pedro José Ciprés. El inmueble se levantó en un terreno elevado y alejado de la ciudad, cuyo núcleo fue lo que se conocía como «Solar, casa y huerta de ‘El Sabino’», perteneciente al convento de San Juan de Dios, así como sobre los terrenos aledaños que adquirió Cabañas a Miguel Navarro y un pequeño lote que cedió el ayuntamiento de forma gratuita y a perpetuidad. «El perímetro del terreno formaba un cuadrilátero irregular, que medía: 465 1/3 varas en el Norte; 493 2/3 por el Sur; 159 varas por el Este, y 126 varas por el Oeste».
Las leyes de Reforma y la consiguiente nacionalización de los bienes eclesiásticos, en 1859, afectaron al hospicio. Quedó en manos de la orden de las Hermanas de la Caridad, quienes lo utilizaron como hospital para los necesitados. Bajo su administración el hospicio vivió su época de oro, ya que lograron implementar los ideales originales del obispo Cabañas en construir una institución para asistir a los más necesitados. Renombraron el edificio como el Hospicio Cabañas en honor a su fundador. La gestión de las monjas terminó en 1874, en el momento de la desamortización de bienes eclesiásticos en México, al mismo tiempo que el clero retiró la donación que anualmente hacía para el sostenimiento del lugar. Fue entonces cuando las autoridades civiles tomaron el mando.
En 1875 ocurrió un terremoto que dañó la estructura del hospicio, la cual fue posteriormente intervenida. En 1910 el hospicio regresó a sus labores humanitarias pero no duraron ya que el propio inmueble se vio afectado por los cambios políticos de la nación. Desde 1912 la escuela de niñas y niños fue administrada por el gobierno estatal. Con los cambios políticos posterior a la Revolución mexicana se intentó mejorar la oferta educativa y la infraestructura.
La presentación ante la UNESCO del estudio para que fuera declarado Patrimonio de la Humanidad fue llevado a cabo por la Secretaría de Cultura del Gobierno de Jalisco, cuando el Dr. Guillermo Schmidhuber de la Mora era Secretario de Cultura y bajo la Coordinación General de Carlos Gutiérrez Arce. En 1997 la UNESCO otorgó el afamado nombramiento.

## Arquitectura
Es considerado uno de los mejores ejemplos de la arquitectura neoclásica en México. Guarda grandes semejanzas con el Palacio de Minería de la Ciudad de México, también proyectado por Manuel Tolsá, en especial en el pórtico vestibular remetido, el patio de acceso, las puertas laterales centradas con los paños laterales de la fachada y el remate del patio de acceso con el elemento principal de la composición: la capilla, en el caso del hospicio, según estudio de Víctor Jiménez. Su fachada tiene un frontón liso soportado por seis columnas del orden dórico.
Asimismo, Jiménez informa que «los dos ejes principales —longitudinal y transversal— se cruzan en el centro de la cúpula, que define un tercer eje vertical que es el de mayor importancia en altura».
La capilla, por su parte, tiene una «extraña planta con doble eje de simetría» que no se corresponde con los esquemas habituales de los templos cristianos, a saber, de cruz griega o latina. Su largo máximo, a su vez, ocupa una tercera parte del ancho de todo el hospicio. Ignacio Díaz Morales resalta la solución de la cúpula como algo nunca visto hasta ese instante en Guadalajara, consistente en «la transición mediante una sección esférica entre el círculo de las pechinas, y otro de menor diámetro, en armónica proporción con el edificio, que es el desplante de la columnata de la cúpula». Ésta se desplanta sobre dos series de dieciséis columnas, jónicas las interiores y dóricas las exteriores, ambas de trazado en estilo romano. El remate es una semiesfera casi perfecta que termina en una pseudo-linternilla que tenía originalmente una escultura de la caridad. Las bóvedas se levantan sobre arcos torales y lunetos de medio punto, peraltados. El edificio cuenta con abundantes corredores con arquerías y crujías, diez patios por cada tercio lateral dispuestos de forma simétrica, tres patios más grandes y pilares cuadrados. Sus 23 patios de distintas proporciones en su interior bordeados por pasillos definidos por pilares y arcos del orden toscano. Al fondo del recinto se encuentra una segunda capilla sobria, conocida como la capilla Tolsá, que originalmente sirvió como un refectorio. Jiménez resalta que la planta de este inmueble constituye una muestra de la arquitectura plenamente moderna, en clara relación con lo que se hacía en la Ciudad de México en esa época. Esto se traduce en el abandono de todo tipo de ornamento, la preferencia por la austeridad y la aplicación absoluta del lenguaje clásico.

### Capilla Mayor
A finales de 1935, el entonces gobernador de Jalisco, Everardo Topete, invitó a José Clemente Orozco a realizar murales en diferentes inmuebles relevantes en Guadalajara. Durante su estancia en Guadalajara de 1935 a 1939, realizó tres obras murales emblemáticas: la primera fue la cúpula y los muros del estrado del entonces palacio legislativo que se transforma en el Museo de las Artes Universidad de Guadalajara, la segunda fue la escalera principal del Palacio de Gobierno de Jalisco y la tercera la del Hospicio Cabañas.
El pintor zapotlense pertenecía al grupo de artistas posrevolucionarios que pensaban que el arte gráfico debería ser para todos, razón por la cual sus obras eran hechas en lugares públicos, pero en el caso del hospicio, más que para convertirlo en «público», era para volverlo «cultura». A lo largo de dos años, Orozco pintó 57 murales en paredes, bóvedas, lunetos, pechinas y cúpula de la capilla mayor. Con estos frescos buscó modificar la experiencia corporal del espectador y reforzar la impresión de que la capilla no existía sino como una estructura transparente a decir del especialista Renato González Mello. Este también afirma que Orozco usó «la diferencia entre la escala del blanco y negro y la del color [...] para subrayar los elementos estructurales de la construcción: son 'grises' dos de los muros laterales, y el resto de los tableros sobre los muros se caracteriza por su sobriedad. También tienen esa parquedad cromática todos los tableros sobre las pechinas y el tambor de la cúpula. Por el contrario, en las bóvedas y en la cúpula misma abundan los verdes, los amarillos, los azules y los rojos. Estos se organizan de acuerdo con la lógica exigida por cada composición, pero no hay un acorde cromático que unifique los tableros. En los tableros de las paredes hay paisajes, se hace artificio de la mayor solidez, verticalidad y hasta peso. Por el contrario, en las bóvedas saltan pedazos multicolores, las figuras se confunden y se trenzan, se pierde cualquier noción de dirección».
Orozco fue consciente de la valía de su trabajo, pues en una carta dirigida al gobernador Silvano Barba González expresó que la obra muralística realizada en ese recinto era «la mayor de todas las ejecutadas durante la época de la pintura mural mexicana, iniciada en 1923».

#### El hombre de fuego

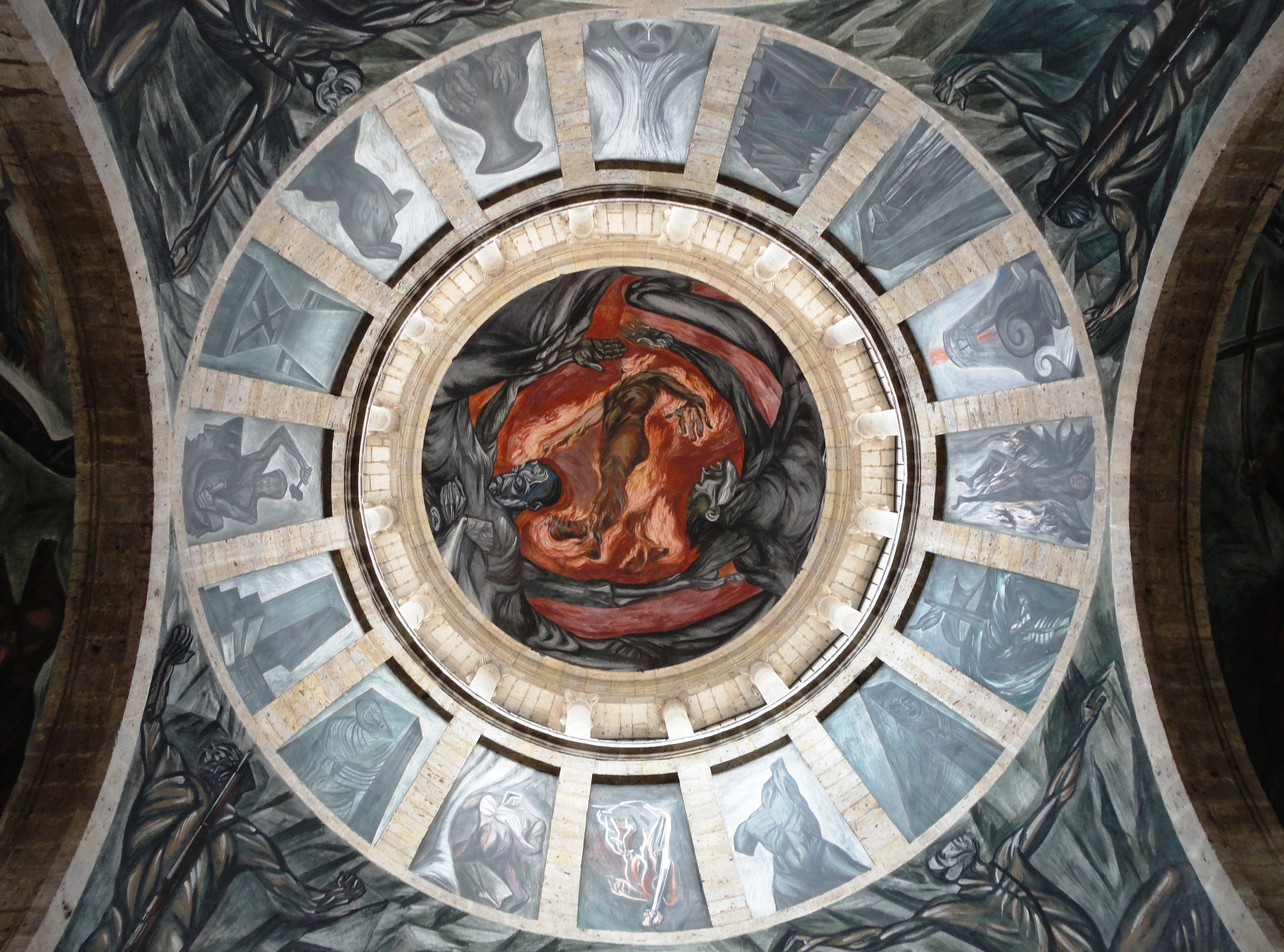
Fotografía del mural El hombre de fuego de José Clemente Orozco en la cúpula de la capilla mayor del Museo Cabanas.

El hombre de fuego es el segmento mural que José Clemente Orozco realizó sobre la cúpula de la capilla mayor. El maestro optó por la técnica del fresco en la cúpula de 11 metros de diámetro interior y 27 metros de altura. En este mural como otros de Orozco expresa varios momentos de la historia de México abordando la conquista, la época virreinal y los tiempos modernos. En los frescos, Orozco hizo referencia a la vida prehispánica, al choque cultural durante la conquista, a la fundación de Guadalajara y tocó escenas de la trágica realidad contemporánea. El mural el hombre de fuego, en el cual se aprecia una figura humana que «escapa por una bóveda o cúpula ‘abierta en gloria’, como en la pintura barroca», es la pieza clave del conjunto muralístico pues borra cualquier cualidad meramente decorativa y le otorga una nueva dimensión al espacio al convertirlo en uno dedicado a una nueva devoción, la de la cultura. Respecto al mundo prehispánico y hace referencia a los sacrificios humanos en la América precolombina. También es una obra crítica de la traición, la corrupción, el desorden y la injusticia de una sociedad que cae cada vez más en la barbaridad. Para Justino Fernández, este mural es «la concepción cumbre y más original del artista» y representa al ser humano «superior [que] ve, discierne y ordena»; en suma, una alegoría de la existencia humana, que «todo existir en conciencia es ardorosa consunción».
La crítica popular afirma que las cuatro caras que lo rodean equivalen a los cuatro elementos de la naturaleza; para otros podría representar la metáfora mitológica del Ave Fénix. El hombre de fuego se suele interpretar popularmente que dentro del mural se identifican los siguientes muralistas:
- El hombre con la cara azul (símbolo del agua): Gerardo Murillo, conocido por su seudónimo de Dr. Atl.
- El hombre con el cabello en el viento (símbolo del viento): el muralista David Alfaro Siqueiros.
- El hombre debajo del Dr. Atl (símbolo de la tierra): Diego Rivera.
- El Hombre en llamas ubicado en medio (símbolo del fuego): José Clemente Orozco.

## El hospicio hoy
En 1980 se decide el cambio de vocación del edificio. Durante un periodo de dos años el hospicio es objeto de trabajos de restauración y acondicionamiento para servir como centro cultural y museo. En el centenario del nacimiento de José Clemente Orozco en 1983 reabre sus puertas como sede del Instituto Cultural Cabañas, organismo público descentralizado del gobierno de Jalisco y dedicado a la promoción y difusión cultural. Actualmente se conoce como Museo Cabañas, y el edificio cuenta con 23 patios, 106 habitaciones, 72 pasillos y dos capillas, en una superficie total de 23 447.90 m². Se le ha dividido en salas museográficas para exposiciones temporales y permanentes, cuenta con una sala de cine; en la parte trasera del edificio se encuentra una escuela de artes que depende de la Secretaría de Cultura de Jalisco. Su actual directora es Susana Chávez Brandon.

## Galería

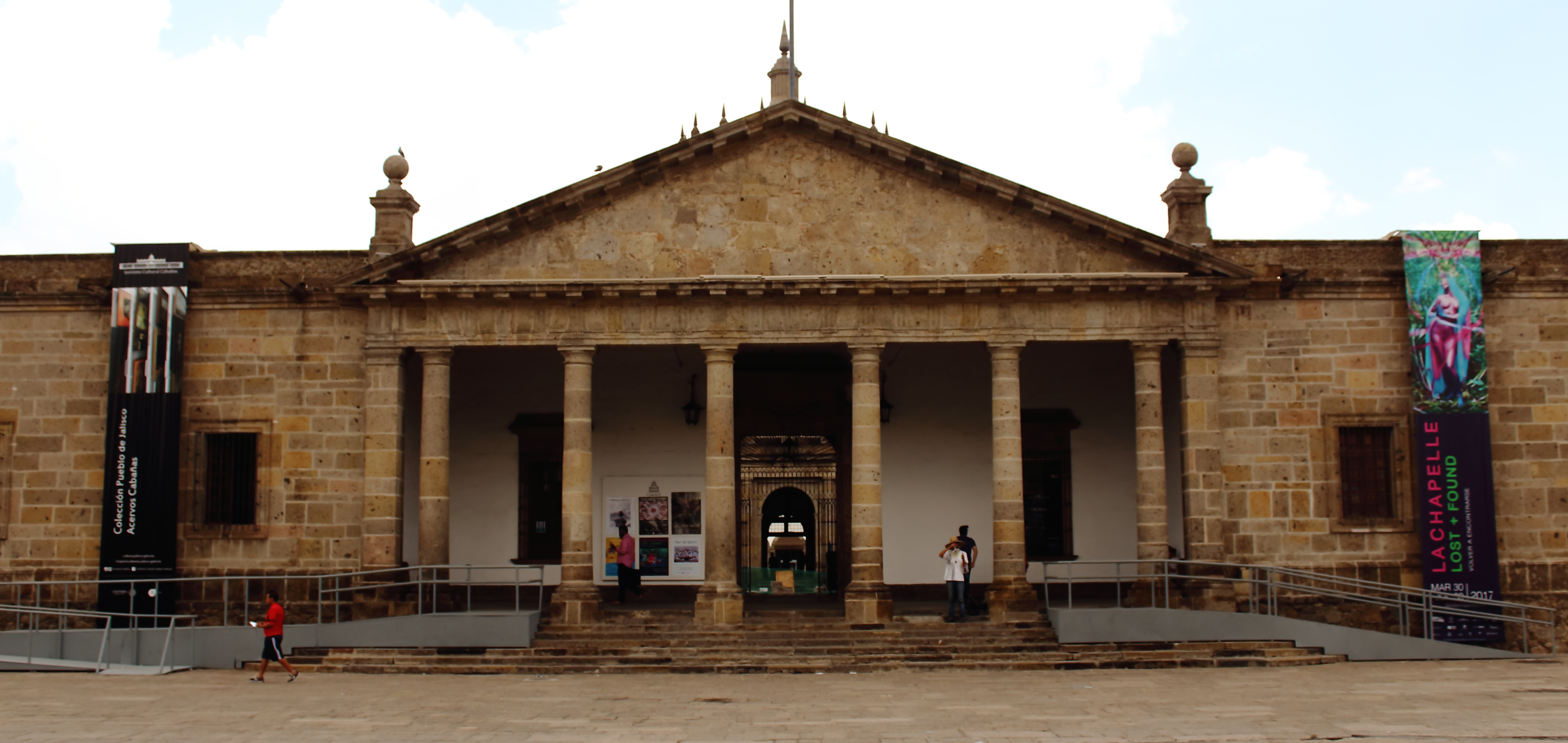
La fachada.
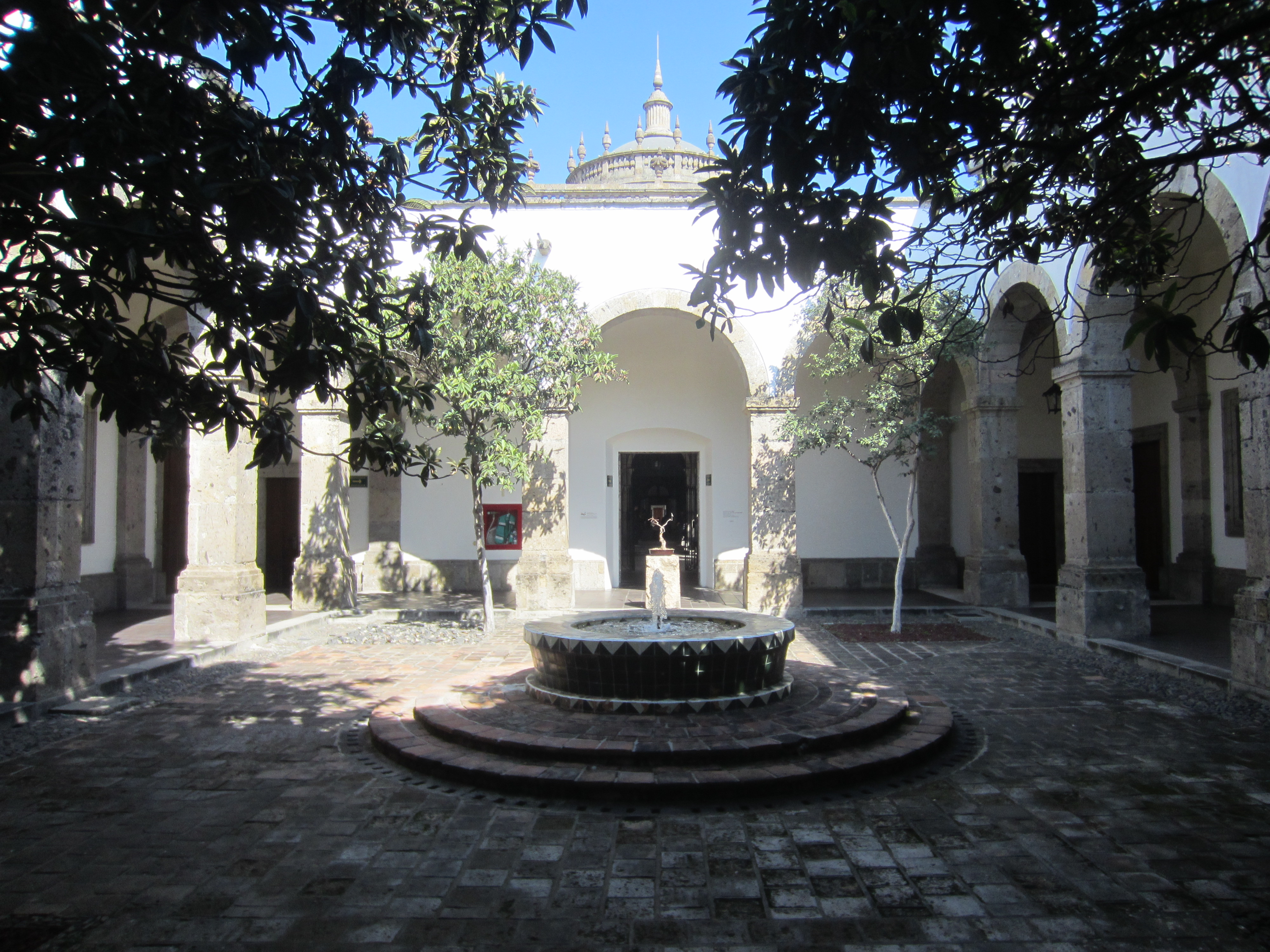
Una fuente.
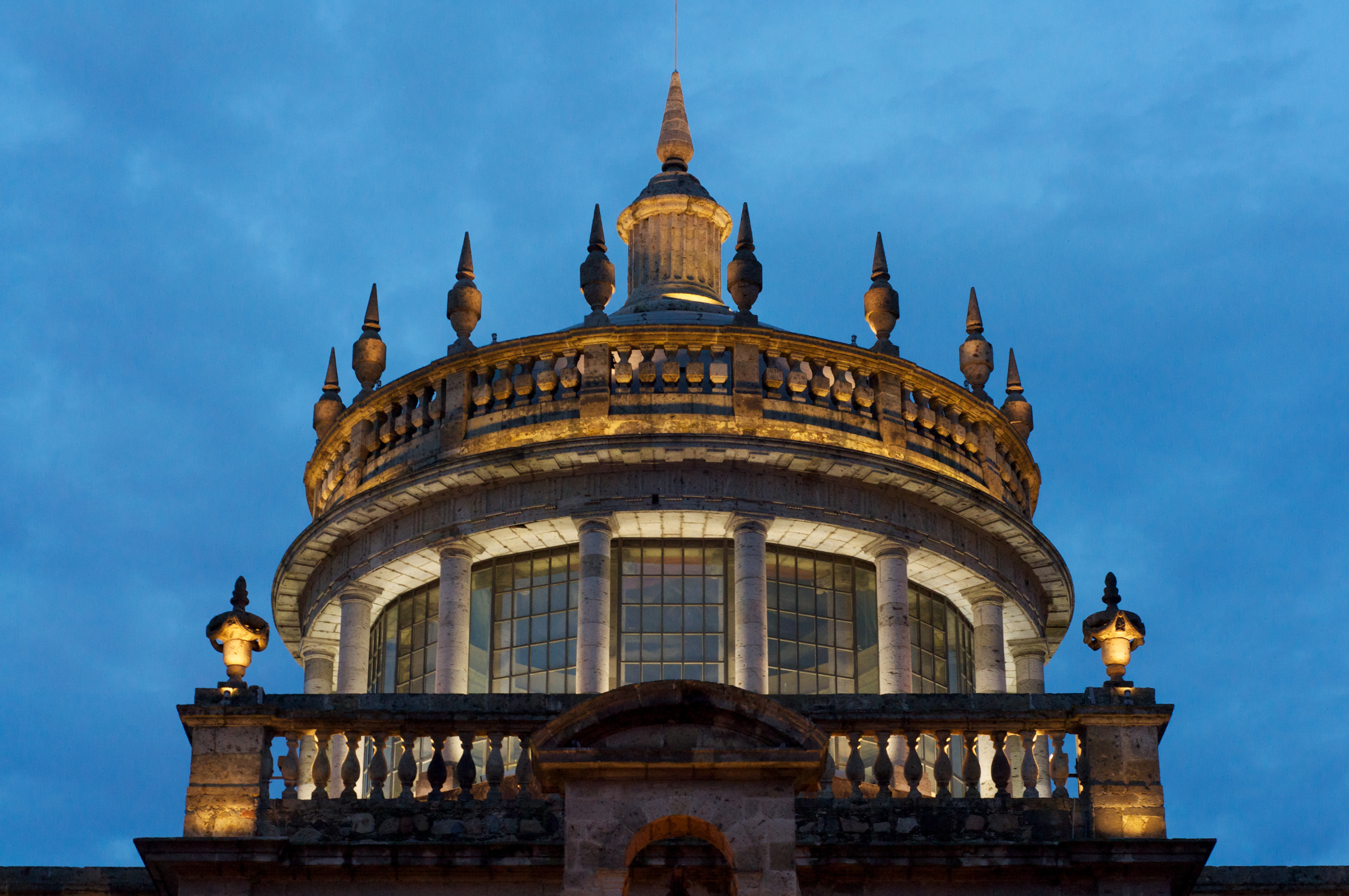
La cúpula.
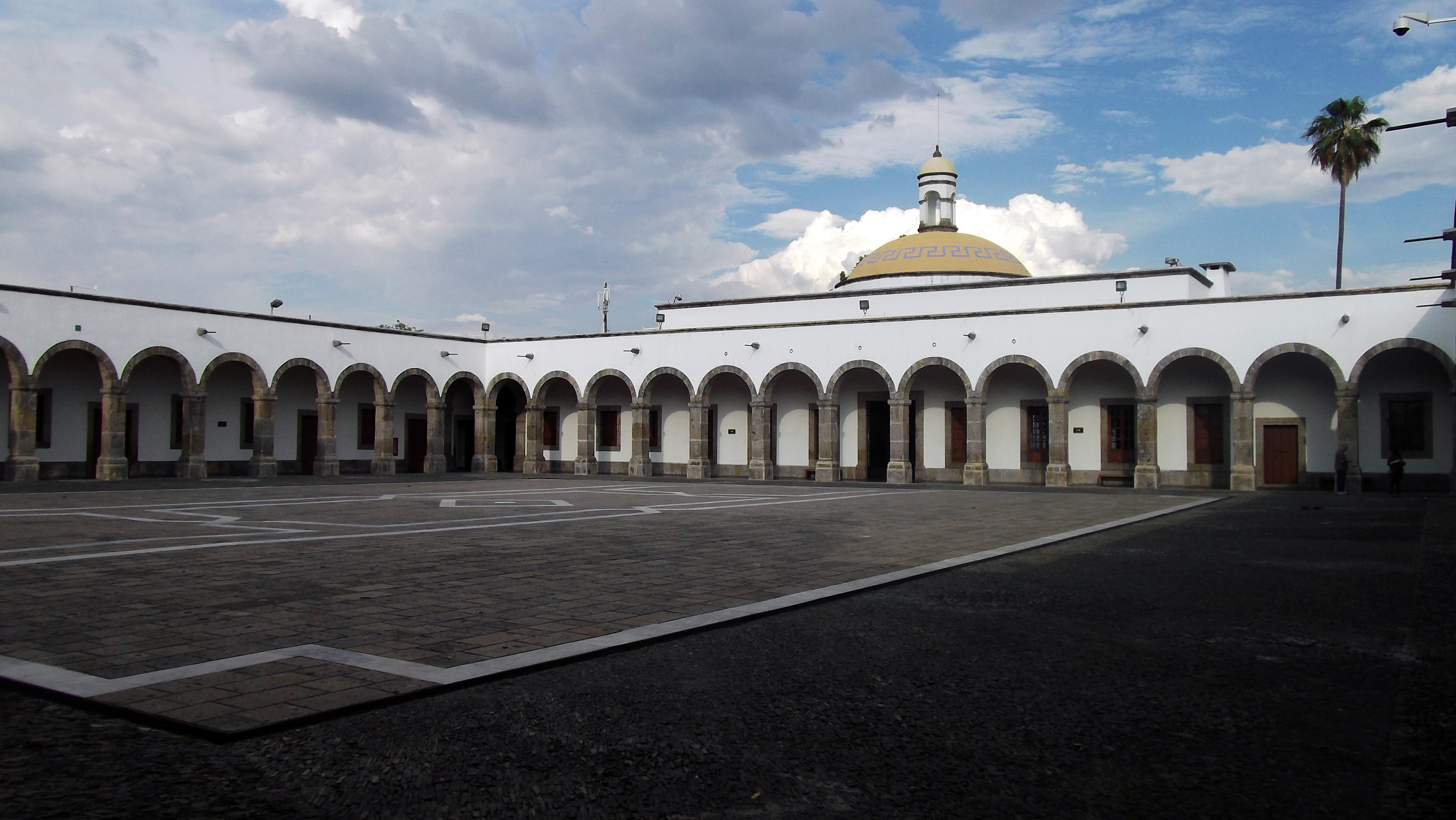
El patio central.
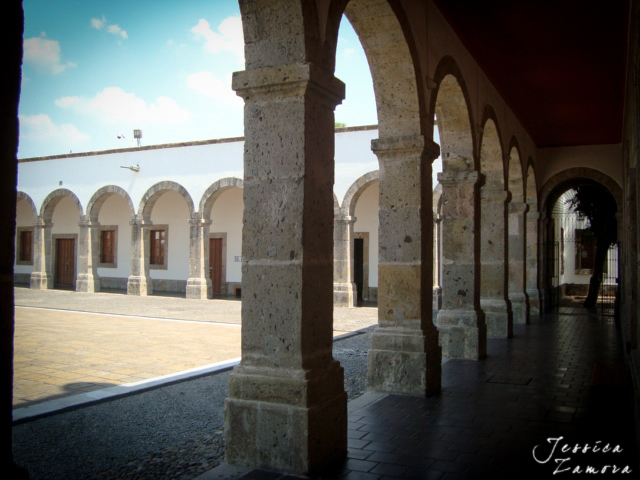
Un pasillo.
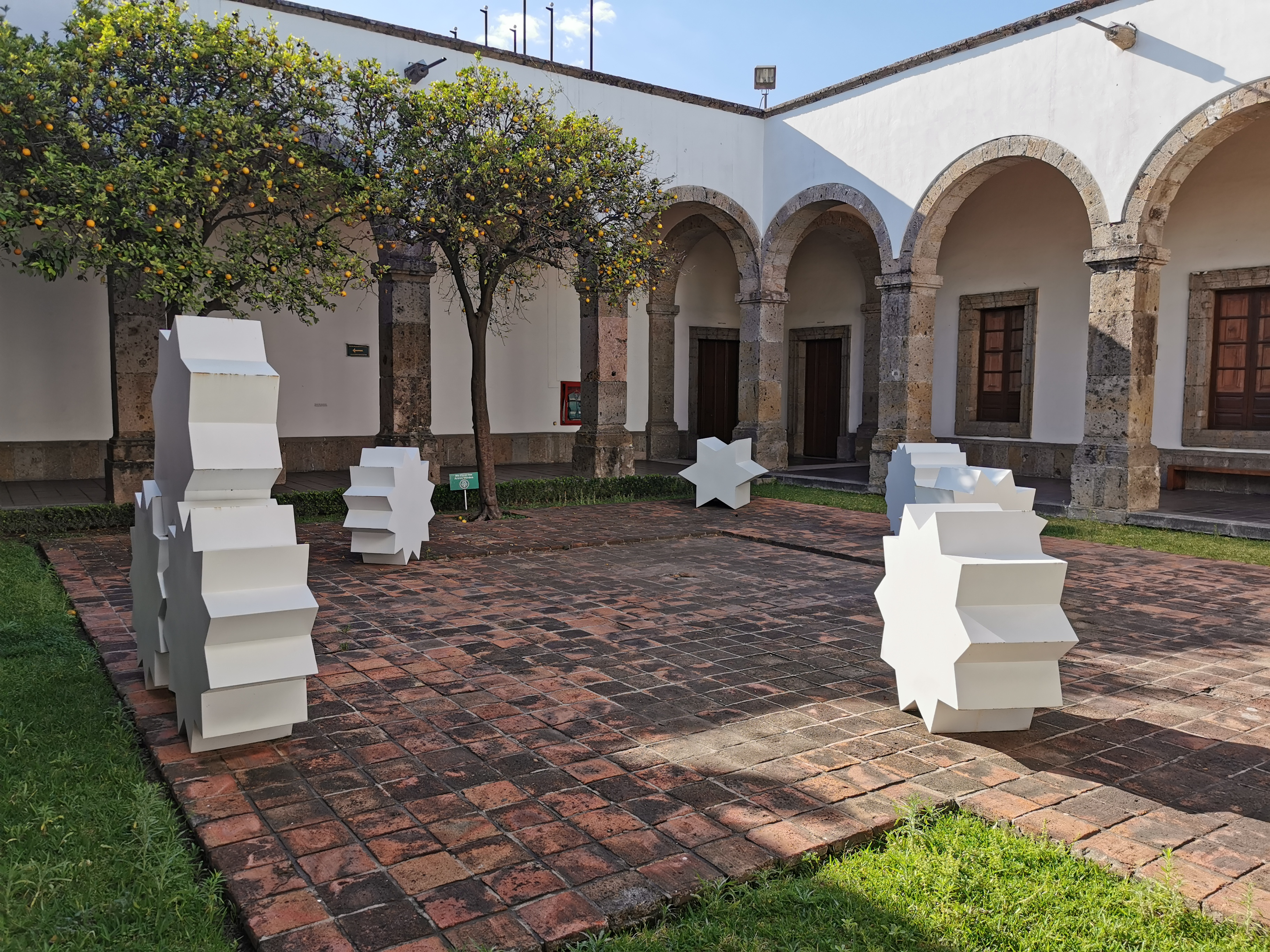
Esculturas de Mathias Goeritz.
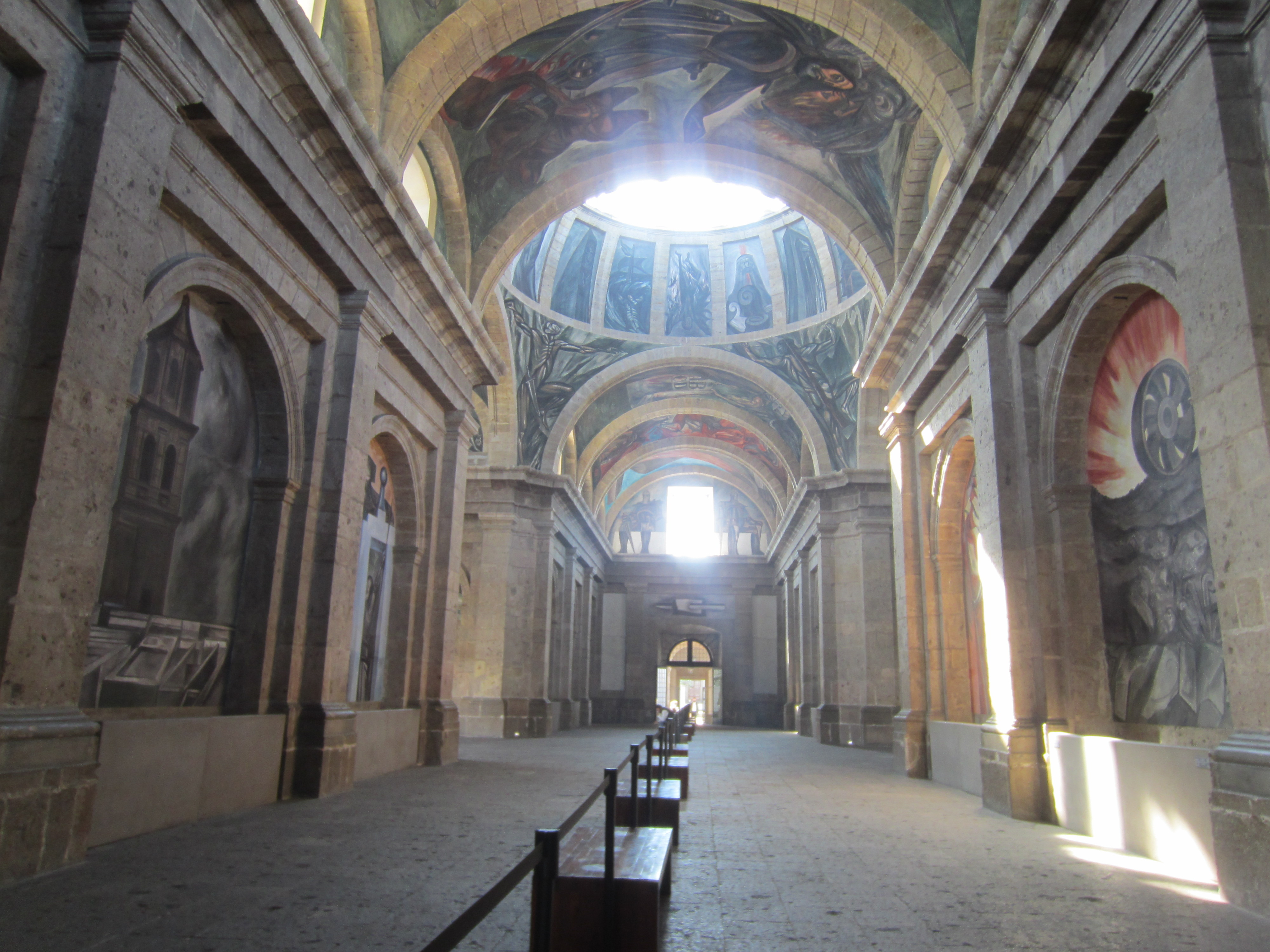
La capilla mayor.
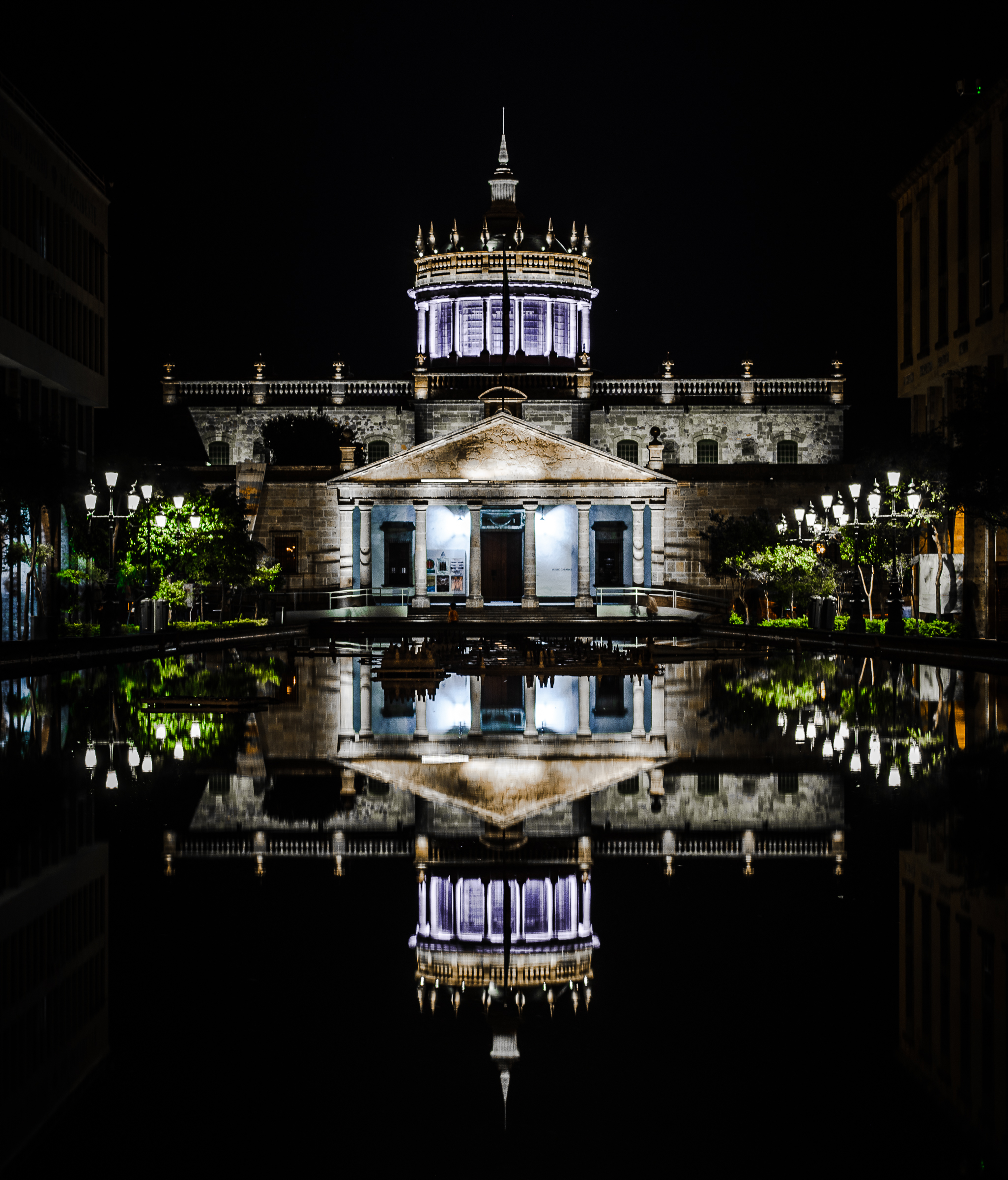
El museo de noche.